# Corps de l'intendance de l'armée de terre des États-Unis

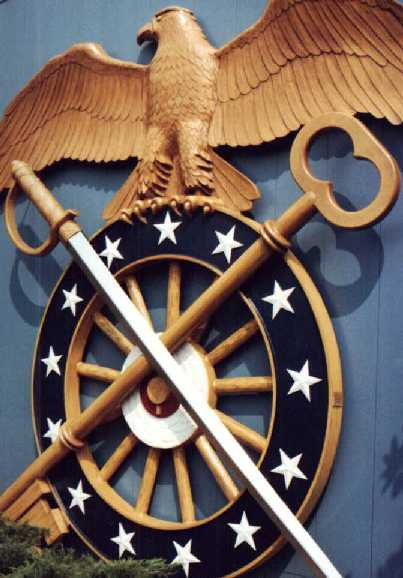
Insigne du Corps des Intendants

Le Corps de l'intendance de l'armée de terre des États-Unis (United States Army Quartermaster Corps), anciennement Département de l'intendance (Quartermaster Department), est une branche de soutien, anciennement Combat Service Support (CSS), de l'armée de terre américaine. C'est également l'une des trois branches de la logistique de l'armée de terre, les autres étant les corps des transports (en) (Transportation Corps) et de l'ordonnance (Ordnance Corps).
La mission du corps de l'intendance est de soutenir le développement, la production, l'acquisition et le maintien de l'approvisionnement général, des affaires mortuaires, des subsistances, du pétrole et de l'eau, de la gestion des matériaux et de leur distribution en temps de paix et de guerre. L'approvisionnement en armes et munitions est quant à lui du ressort du corps de l'ordonnance.
L'officier responsable de la branche à des fins de doctrine, de formation et de perfectionnement professionnel est le quartier-maître général. Depuis le 29 mai 2020, le quartier-maître général est le colonel Michael B. Siegl.

## Histoire

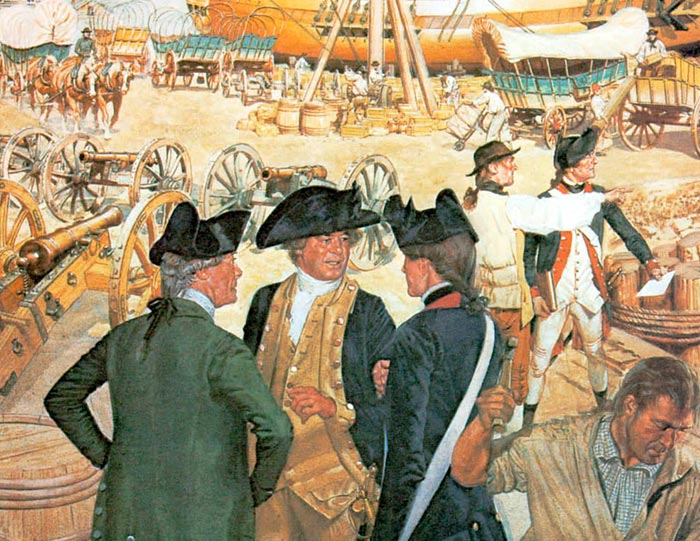
Le intendant général adjoint John Parke donne des instructions à un capitaine d'artillerie dont la compagnie vient d'arriver de Boston. Nouveau Londres, 1776.

Le corps de l'intendance est la plus ancienne branche logistique de l'armée américaine, créée le 16 juin 1775. À cette date, le deuxième congrès continental a adopté une résolution prévoyant «un quartier-maître général de la grande armée et un adjoint, sous ses ordres, pour l'armée séparée».
En 1802, sous le président Thomas Jefferson, la taille de l'armée américaine fut réduite avec comme conséquence la dissolution du département de l'intendance. À sa place, le pays est divisé en trois départements, chacun avec son propre agent et ses subordonnés qui étaient responsables des mouvements du ravitaillement et des troupes . Le corps de quartier-maître a été rétabli en 1812.
De 1775 à 1912, cette organisation était connue sous le nom de Quartermaster Department. En 1912, le Congrès a consolidé les anciens départements de subsistance, de rémunération et de quartier-maître pour créer le corps des quartiers-maîtres. Les unités du quartier-maître et les soldats ont servi dans toutes les opérations militaires américaines, de la guerre révolutionnaire aux opérations en cours en Irak (opération Iraqi Freedom) et en Afghanistan (opération Enduring Freedom).

## Insigne
- L'insigne régimentaire a été autorisé en 1986 et révisé en 1994. L'insigne est décrit comme un appareil en métal et en émail de couleur or de 1 pouce de hauteur composé d'un aigle d'or avec des ailes déployées et la tête baissée regardant à sa droite et debout sur une roue avec un felloe bleu serti de treize étoiles d'or, ayant treize rayons d'or et le moyeu blanc avec un centre rouge; superposés à la roue une épée et une clé d'or croisées en diagonale, la poignée et la révérence, le tout sur un fond noir et reposant sur une couronne de laurier vert se terminant de chaque côté sous les ailes de l'aigle à l'extrémité supérieure de l'épée et de la clé. Attaché sous l'appareil est un parchemin d'or inscrit SUPPORTING VICTORY en noir. L'insigne régimentaire d'origine était tout en or et approuvé le 31 mars 1986. Le dessin a été changé le 7 juin 1994 pour ajouter de la couleur à l'insigne. Le DUI régimentaire est porté sur le côté droit du soldat au-dessus de l'étiquette de nom et de toute récompense d'unité sur l' uniforme de service de l' armée[2].
- L'insigne de branche a été approuvé sous sa forme actuelle en 1913. L'épée est caractéristique des forces militaires et symbolise le contrôle des approvisionnements militaires par le Corps des Intendants. La clé est représentative de la fonction de magasinage traditionnelle du Corps. La roue est conçue d'après une roue de chariot à six mules et représente le transport et la livraison des fournitures. La roue a treize rayons, un moyeu rouge et blanc et un felloe bleu (le bord extérieur de la roue) incrusté de treize étoiles dorées (or). Les treize étoiles et rayons de la roue représentent les colonies d'origine et l'origine du corps qui s'est produit pendant la guerre d'indépendance. L'aigle doré (or) est l'oiseau national et symbolise notre nation. Les couleurs rouge, blanc et bleu sont les couleurs nationales. L'insigne de branche est porté sur le revers de l' uniforme de service de l' armée, individuellement sur un disque en laiton pour le personnel enrôlé et par paires pour les officiers[2],[3].

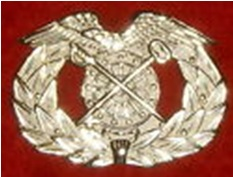
Insigne régimentaire initial

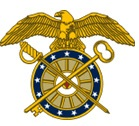
Insigne de branche porté par les officiers de l'intendance

## Les fonctions
La fonction du Corps des Intendants est de fournir les soutiens suivants à l'armée :
- fournitures générales, à l'exception des munitions et des fournitures médicales ;
- les affaires mortuaires (anciennement enregistrement des tombes) ;
- le ravitaillement alimentaire ;
- l'approvisionnement en carburants et eau ;
- services sur le terrain :
  - livraison aérienne (emballage de parachute, entretien d'articles aériens, largage de parachute d'équipement lourd et léger, gréement et chargement d'élingue) ;
  - douche, blanchisserie, réparation de tissus / textiles légers ;
- gestion du matériel et de la distribution ;

## Anciennes fonctions
Les anciennes fonctions et missions du Corps des Intendants étaient :
- le transport militaire jusqu'à la création du Corps des transports en 1942 ;
- les infrastructures militaires, accordées au Corps du génie au début des années 1940 ;
- le service de remonte de l'armée américaine (chevaux) ;
- la fourniture de chiens de guerre dont la formation a été donnée au Corps de police militaire en 1951 ;
- l'héraldique militaire, donnée au Corps de l'adjudant général en 1962.